# Искандер, Марьяна
Марьяна Искандер (англ. Maryana Iskander /mˈæriːˌænɑː ɪskˈændər/ ; араб. ماريانا إسكندر‎; род. 1 сентября 1975 года, Каир) — американский менеджер египетского происхождения, лауреат премии Сколла. Является главным исполнительным директором (CEO) Harambee Youth Employment Accelerator, ведущей южноафриканской неправительственной организации. В сентябре 2021 назначена CEO Фонда Викимедиа.

## Юность и образование
Марьяна Искандер родилась в Каире (Египет); семья эмигрировала в США, когда ей было четыре года. Семья поселилась в Раунд-Роке, штат Техас. Искандер с отличием окончила университет Райса по специальности социология, а затем получила степень магистра в Оксфордском университете как стипендиат Родса, где основала Родскую ассоциацию женщин. В 2003 году окончила школу права Йельского университета.

## Профессиональная деятельность
После окончания Оксфорда Искандер начала свою карьеру как сотрудница McKinsey&Co. После окончания Йельской школы права Искандер работала клерком у Дианы Вуд в Апелляционном суде Седьмого округа Чикаго. Затем была советником президента университета Райса Девида Либрона. Через два года Искандер оставила работу в Райсе, чтобы занять должность главного операционного директора (COO) Американской федерации планирования семьи в Нью-Йорке. Также работала стратегическим консультантом в WL Gore &amp; Associates и юристом в Cravath, Swaine & Moore в Нью-Йорке и Vinson & Elkins в Хьюстоне.

### Harambee Youth Employment Accelerator
После того, как Искандер поработала в «Федерации планируемого родительства», в 2012 году она начала работу в должности главного операционного директора Harambee Youth Employment Accelerator в Южной Африке, а с 2013 года стала её главным исполнительным директором (CEO). Организация Harambee сосредоточена на налаживании контактов между работодателями и людьми, которые впервые идут на работу, чтобы уменьшить безработицу и текучесть кадров среди молодежи. Искандер хочет, чтобы работодатели рассматривали наём и содержание работников без опыта работы не как благотворительную деятельность, а как признание таланта. Наработав большую базу работников, в которой можно легко осуществлять поиск, и доказав, что молодежь может быть успешно трудоустроена с помощью этого метода, Harambee удалось масштабировать свои усилия и эффективность. За время пребывания Искандер в должности CEO Harambee стала одной из ведущих некоммерческих организаций Южной Африки, и, по состоянию на июнь 2019 года, вносит значительный вклад в трудоустройство местной молодежи, предоставив 100 тысячам молодых работников возможности работы в партнёрстве с 500 предприятиями.

## Признание
Искандер стала лауреатом нескольких заметных наград и стипендий. среди них — премия Сколла в области социального предпринимательства и премия выпускников Йельской школы права. В 2002 году её наградили стипендией Пола и Дейзи Сорос для новых американцев, назначаемой иммигрантам или их детям, «которые готовы внести значительный вклад в общество, культуру или научную сферу США». Также получила стипендию Родса и стипендию Гарри Трумена. Была членом класса стипендиатов Генри Крауна 2006 года в Институте Аспена и их глобальной сети лидеров Аспена. Организация и её руководство получили награды и финансирование от таких организаций, как Фонд Сколла и USAID.

## Публикации
Искандер опубликовала две статьи в юридических журналах Йельского университета «Почему правовое образование не подходит женщинам» и «Методология имеет значения». Она также опубликовала статьи на Африканском портале и в Daily Maverick.